# Símbolo nacional
Símbolos nacionais são símbolos de qualquer entidade que se considere e se manifeste para o mundo como uma comunidade nacional — nomeadamente estados soberanos e países, mas também nações e países num estado de dependência colonial ou de outro tipo, integração confederativa ou mesmo uma comunidade etnocultural considerada como nacionalidade a despeito da ausência de autonomia política.
Símbolos nacionais pretendem unir pessoas criando representações visuais, verbais ou icônicas do povo, dos valores, objetivos ou da história nacional. 
Estes símbolos são frequentemente mobilizados como parte de celebrações de patriotismo ou de aspirações nacionalistas (tais como em movimentos de independência, autonomia ou separatismo) e são projetados para ser inclusivos e representativos de todas as pessoas da comunidade nacional.

## Símbolos nacionais oficiais comuns
- A bandeira de um estado nacional.
- O brasão de armas, lacre e sinete do país e/ou da dinastia reinante.
- A divisa e/ou lema, que também pode ser utilizado separadamente.
- As cores nacionais, frequentemente derivadas do brasão citado acima.
- Animais e plantas (ou flores) heráldicos, que estejam relacionados com os itens acima ou não.
- Outros símbolos abstratos, especialmente cruzes.
- Hino nacional e hinos reais; paralelamente, tais hinos oficiais também podem reconhecer o valor simbólico nacional de canções muito populares, tais como A Marselhesa em França.
- A autoridade do Chefe de Estado, e, no caso de uma monarquia (em alguma medida, mesmo após sua extinção política), certas regalias, como o uso cerimonial de coroas.
- O Pai da Pátria e outros ancestrais fundadores.
- A Mãe da Nação e outras ancestrais fundadoras

### Símbolos nacionais comuns não oficiais
- Pratos nacionais
- Traje típico — pode ter um caráter mais oficial, no caso de roupas da corte ou uniformes militares
- Feriado nacional
- Instrumento nacional
- Danças folclóricas
- Herói folclórico
- Instrumento folclórico
- Música folclórica
- Herói cultural
- Personificação nacional
- Alegoria do Indígena

Vários outros emblemas nacionais, incluindo plantas, animais e objetos associados com a nação. Numa nação fortemente marcada por uma religião em particular, alguns de seus símbolos mais reverenciados podem ser adotados como símbolos nacionais (eventualmente, mesmo em caráter oficial); por exemplo, um santo padroeiro ou deidade equivalente, um sítio importante de peregrinação, igreja ou templo.[carece de fontes?]